# NGC 3199
NGC 3199 (conosciuta anche come Gum 28) è una nebulosa a emissione visibile nella costellazione australe della Carena.
Si osserva nella parte nordorientale della costellazione, a breve distanza dai grandi complessi nebulosi prossimi alla Nebulosa della Carena; è situata sul bordo occidentale della brillante regione dell'Arco della Carena, sul Braccio del Sagittario e appare relativamente brillante, fotografabile attraverso un telescopio. La sua declinazione è fortemente australe e ciò comporta che dalle regioni boreali la sua osservazione sia possibile solo a partire dalle regioni temperate più meridionali; dall'emisfero australe invece è osservabile per quasi tutte le notti dell'anno e risulta persino circumpolare dalle latitudini temperate. Il periodo migliore per la sua osservazione nel cielo serale è compreso fra i mesi di febbraio e giugno.
NGC 3199 si presenta come una nebulosa dalla forma ad anello che circonda la stella di Wolf-Rayet WR 18, una stella molto massiccia il cui vento stellare ha generato l'involucro gassoso osservabile; il gas della nebulosa non presenta una distribuzione uniforme, e infatti la maggiore densità si rinviene sul suo lato occidentale, che è anche il più luminoso. Verso questo lato la nebulosa sembra mostrare segni di espansione maggiori. La sua distanza è stimata attorno ai 2200 parsec (7170 anni luce); altre stime più datate la collocano invece a una distanza maggiore, attorno ai 3200 parsec. In aggiunta a ciò essa viene indicata come facente parte della regione di formazione stellare di RCW 50, nota anche come SFR 283.55-0.98 (Avedisova 2308), ricevendo anche la radiazione ionizzante della brillante stella azzurra CP-57 2909.